# Pál Gyulai
Dans le nom hongrois Gyulai Pál, le nom de famille précède le prénom, mais cet article utilise l’ordre habituel en français Pál Gyulai, où le prénom précède le nom.
Pál Gyulai ([ˈpaːl], [ˈɟulɒi]), né le 25 janvier 1826 à Kolozsvár et décédé le 9 novembre 1909 à Budapest, était un écrivain, historien, critique littéraire, universitaire hongrois. 